# Timothé Mumenthaler
Timothé Mumenthaler (Ginevra, 12 dicembre 2002) è un velocista svizzero, specializzato nei 200 metri piani.

## Biografia
È tesserato per lo Stade Genève.
Nel febbraio 2018 ha vinto i 60 m e i 200 m ai Campionati svizzeri giovanili indoor di San Gallo.
Ha partecipato ai Giochi olimpici giovanili estivi di Buenos Aires 2018, dove si è classificato 17º nei 200 metri. Dopo aver corso i 100 m in 10"61 secondi all'età di 16 anni, i suoi progressi sono stati rallentati da un infortunio.
Nel 2022 si è classificato al secondo posto ai Campionati nazionali svizzeri nei 100 metri. È arrivato quinto nei 200 m ai Campionati europei di atletica leggera di prima divisione del 2023 in Slesia.
Si è classificato quinto nei 200 metri ai Campionati europei a squadre di atletica leggera 2023 di prima divisione in Slesia nel giugno 2023. Agli europei U23 di Espoo 2023 ha ottenuto la medaglia di bronzo nei 200 metri.
È stato convocato alla World Athletics Relays di Nassau 2024, dove ha corso nella staffetta 4x100 m.
Agli europei di Roma 2024 ha vinto la medaglia d'oro nei 200 m, precedendo sul podio l'italiano Filippo Tortu e il connazionale William Reais.

## Palmarès
| Anno | Manifestazione            | Sede         | Evento      | Risultato   | Prestazione | Note                                            |
| ---- | ------------------------- | ------------ | ----------- | ----------- | ----------- | ----------------------------------------------- |
| 2018 | Giochi olimpici giovanili | Buenos Aires | 200 m piani | 17º         | 43"60       | 21"98+21"62                                     |
| 2023 | Europei U23               | Espoo        | 200 m piani | Bronzo      | 20"85       |                                                 |
| 2024 | Europei                   | Roma         | 200 m piani | Oro         | 20"28       | Miglior prestazione europea stagionale under 23 |
| 2024 | Europei                   | Roma         | 4×100 m     | 5º          | 38"68       |                                                 |
| 2024 | Giochi olimpici           | Parigi       | 200 m piani | Ripescaggio | 20"67       |                                                 |
| 2025 | World Relays              | Guangzhou    | 4x100 m     | Batteria    | 38"95       |                                                 |